# 832 Karin
832 Karin
832 Karin là một tiểu hành tinh ở vành đai chính, và là tiểu hành tinh lớn nhất trong phân nhóm tiểu hành tinh Karin (thuộc nhóm tiểu hành tinh Koronis). Nó được xếp loại tiểu hành tinh kiểu S. Nó có đường kính xấp xỉ 19 km .Tiểu hành tinh này đáng chú ý vì rất trẻ, hiện nay người ta tin rằng nó được hình thành do một vụ va chạm giữa 2 thiên thể cách nay chỉ khoảng 5,8 triệu năm.
Nó được Max Wolf phát hiện ngày 20.9.1916 ở Heidelberg, và được đặt theo tên hoàng hậu Karin Månsdotter, vợ của Eric XIV của Thụy Điển.